# Чорна металургія Китаю
Чорна металургія Китаю — одна з найважливіших галузей важкої промисловості КНР, яка охоплює виробництво чорних металів та спорідненої сировини і напівфабрикатів.

## Загальна характеристика
В 1996—2009 роках, КНР була світовим лідером з виплавки сталі. У 2006 році КНР стала нетто-експортером сталі і забезпечила 38 % світового виробництва металу.
П'ятьма найбільшими гравцями у чорній металургії КНР нині є: Baosteel, Hebei Iron and Steel, Wuhan Iron and Steel, Anben Iron and Steel і Shagang, які у 2008 році спільно виплавили 142 млн тонн сталі, що відповідає близько 28,3 % національного виробництва Китаю. У майбутньому передбачається залишитися на досягнутому в 2008 році рівні випуску сталі у розмірі 502 млн тонн на рік.

## Розвиток галузі
У майбутньому Державна рада КНР планує зосередити основні потужності в рамках 5 металургійних компаній (за іншими даними — 10), на частку яких припадатиме 45 % обсягів виплавки сталі в країні.
Проєкт плану реструктуризації китайської металургії також передбачає зосередити 40 % усіх потужностей у прибережних регіонах країни. Це дозволить, з одного боку, збільшити експортний потенціал підприємств, а з іншого — полегшити доступ до сировини, що імпортується в країну з Австралії, Бразилії та Індії — залізної руди та коксівного вугілля.
Станом на липень 2023 року, за оцінками китайської консалтингової компанії Mysteel, яка збирає та аналізує дані від 41 металургійного заводу, виробництво нержавіючої сталі в КНР досягло нового рекордного значення — 3,183 млн. тонн. Це на 4,9 % більше, ніж у червні 2023 року, і на 26,6 % перевищує показник липня 2022 року. Усього за 7 місяців виплавка нержавіючої сталі в Китаї досягла 20,11 млн. тонн. Це на 6,5 % перевищує показник аналогічного періоду річної давнини. Зростання виробництва на металургійних підприємствах фахівці пояснюють стабільним попитом на тлі зниження вартості сировини — нікелю, чавуну (чорнового феронікелю), що містить нікель, ферохром, молібден. Втім найбільше збільшився випуск мартенситної нержавіючої сталі (серія 200) з високим вмістом вуглецю.